# 巴基斯坦保守主义
巴基斯坦保守主义，通常与巴基斯坦政治中的传统、社会和宗教身份有关。 美国历史学家斯蒂芬科恩描述了巴基斯坦保守主义的几个政治常数：尊重传统、法治和伊斯兰宗教，这是巴基斯坦理念中不可或缺的一部分。
1950年，总理利亚卡特·阿里·汗首次采用保守哲学、原则、思想和传统作为其内部政策的一部分。保守主义传统在巴基斯坦政治、文化中发挥了重要作用。根据中央情报局的数据库，大约95–97%的巴基斯坦人是伊斯兰教的信徒，而其余的人则信仰基督教、印度教和其他宗教。
巴基斯坦的保守主义通常与巴基斯坦穆斯林联盟联系在一起。该党目前由其领导人和前总理纳瓦兹·谢里夫领导。不过，涉及外交政策、国家和社会问题的议题上，在谢里夫派和伊姆兰·汗的中间派巴基斯坦正义运动之间平分秋色。